# With!!
《with!!》는 사이토 겐이 그린 만화이다. 2006년부터 〈LaLa〉(하쿠센샤)에 연재 중이다.

## 줄거리
가모구치 마사고는 얼굴도 공부도 운동도 모두 평범한 소녀. 마사고의 오빠 시로는 머리도 좋고 운동도 잘하는 자타공인 천재소년. 하지만 하토 고교 문화제를 1주일 앞두고 시로는 마사고를 구하고 교통사고로 죽는다. 그 후 마사고한테 무슨 일이 생긴 걸까?

## 등장인물
가모구치 마사고(賀茂口 真砂)
하토 고교 1학년생이다. 얼굴도 성적도 운동도 모두 보통인 여고생이다. 바로 옆에 모든 것이 완벽한 오빠 시로가 있기 때문에 언제나 '보통'이라는 말에 컴플렉스를 가지고 있다. 시로가 죽고 나서 몸에 이변이 일어난다.
가모구치 시로(賀茂口 司朗)
하토 고교의 카리스마 학생회장이다. 현재 2학년이다. 머리도 좋고 운동도 잘하는 자타 공인의 천재소년이다. 하지만 어느 날, 차에 치일 뻔한 마사고를 구하려다가 자기가 교통사고로 죽게 된다. 엄청난 시스터 컴플렉스이며 하토 고교 사천왕 중 한 사람이다.
구로우마 야사카(黒馬 八坂)
하토 고교의 학생회 부회장이이며, 시로의 친구이다. 하토 교고 사천왕 중 한 사람이다.
구가 사루히코(睦 猿彦)
초우고(남고)의 불량학생이다. 초등학교 시절, 시로와 함께 축구를 한 적이 있었다. 외국으로 가는 것을 겨루는 시합에서 자신이 선택되었지만, '이해할 수 없다'며 분노하며 시로와 대판 싸웠다. 그 후 축구를 그만두었다.
사이온지 우타마로(西園寺 歌麿)
초우고 1학년생이다. 구가를 따라 다닌다. 자칭 '사이'.
시카나이 도키야(鹿内 時也)
초우고 1학년생이다. 역시 구가를 따라 다닌다. 자칭 '도키'.
진 다카시(神 尚史)
하토 고교 학생회의 의장이며, 농구부 주장도 맡고 있다. 하토 고교 사천왕 중 한 사람이다.
사기누마 미도리(鷺沼 美登利)
하토 고교 학생회의 서기 및 회계를 맡고 있으며, 궁도부 주장이다. 시로를 좋아한다. 역시 하토 고교 사천왕 중 한 사람이다.

## 단행본
- with!! ( 작, 번역:최윤정)

1. 2007년 3월 13일　(ISBN 978-89-529-9544-5)
2. 2007년 5월 28일　(ISBN 978-89-529-9785-2)